# Clun Forest

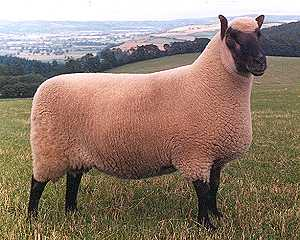
Een Clun Forest-ram

De Clun Forest is een schapenras. Al vanaf begin 1800 wordt regelmatig in documenten verwezen naar de vele uitstekende eigenschappen van het Clun Forest-schaap. De gehardheid en vruchtbaarheid van het ras waren het gevolg van natuurlijke selectie en schapenkennis van schapenfokkers in Wales en Engeland. De Shropshire Down en de Welsh Mountain hebben waarschijnlijk het meest bijgedragen aan het ontstaan van het ras. Tot ongeveer 1900 was het ras slechts lokaal bekend. Het kwam vooral voor in de omgeving van het stadje Clun. Na 1900 kreeg het ras grote bekendheid vanwege zijn goede gebruiksmogelijkheden. Het duurde dan ook niet lang voordat de Clun in de rest van Groot-Brittannië een vrij algemeen voorkomend schaap werd. In 1925 werd het Clun Forest-stamboek opgericht. Sinds 1979 wordt de Clun Forest ook in Nederland gehouden.
De belangrijkste eigenschappen van Clun Forest-schapen zijn:
- Het zijn vlees-wolschapen met een groot aanpassingsvermogen
- Het vlees en de wol zijn van goede kwaliteit
- Ze lammeren gemakkelijk en hebben een uitstekend moederinstinct; ze zorgen dus goed voor hun lammeren
- De ooien zijn melkrijk. Daardoor groeien de lammeren goed
- Het zijn alerte en levendige schapen. Ze hebben parmantige, zwart/donkerbruine koppen met opstaande oren, die voortdurend in beweging zijn
- Ze bereiken een hoge gemiddelde leeftijd. Ooien krijgen geregeld nog lammeren als ze ouder dan 10 jaar zijn.

In Nederland worden Cluns hoofdzakelijk als hobby gehouden.